# جاشوا پیم
جاشوا پیم (انگلیسی: Joshua Pim؛ زاده ۲۰ مهٔ ۱۸۶۹ درگذشته ۱۵ آوریل ۱۹۴۲) یک تنیس‌باز اهل بریتانیا بود.